# Sitochroa concoloralis
Sitochroa concoloralis is een vlinder uit de familie van de grasmotten (Crambidae), uit de onderfamilie van de Pyraustinae. De wetenschappelijke naam van deze soort is voor het eerst voorgesteld als Botys concoloralis door Julius Lederer in een publicatie uit 1857.
De soort komt voor in Libanon.